# الطريق السيار الفنيدق - تطوان
الطريق السيار الفنيدق - تطوان (A7) هو طريق سيار ينتمي إلى شبكة الطرق السيارة بالمغرب، ويربط بين الفنيدق وتطوان.

## تاريخ

### مقطع تطوان - المضيق
تم افتتاح هذا المقطع في 2007 بطول 17 كلم.

### مقطع المضيق - الفنيدق
تم افتتاح هذا المقطع في 2008 بطول 11 كلم.